# Rikdag
Rikdag, también llamado Ricdag, Riddag, o Rihdag (m. 985), fue un margrave de Meissen desde 979 hasta su muerte. En 982, adquirió también las marcas de Merseburgo y Zeitz. Después del gran alzamiento eslavo en 983, temporalmente reunió toda la parte meridional de la marca Geronis bajo su mando. Su marca incluyó el territorio de las tribus Chutizi y Dolomici. 

## Biografía
Rikdag posiblemente es un miembro de la casa de Wettin, el hijo de Volkmar I (m. antes de 961), un conde sajón en el Harzgau. Se le menciona como un pariente agnático de Teodorico I de Wettin, quien fue criado en la corte de Meissen, sin embargo, las circunstancias exactas de sus relaciones familiares no se conocen. 
La hija de Rikdag, Oda o Hunilda, se casó con Boleslao el Bravo, más tarde rey de Polonia. Sin embargo, esta alianza matrimonial fue cortada por los intereses de la política del poder. 
Rikdag está documentado como conde en la región de Schwabengau de Ostfalia. En 979 siguió al margrave Tietmaro en el margraviato de Meissen y en 982 fue enfeudado con las marcas de Merseburgo y Zeitz, sucediendo tanto al margrave Gunter de Merseburgo y a Wigger I.
En 983, tras conocer la derrota del emperador Otón II en la batalla de Stilo contra el emirato de Sicilia kálbida, las tribus eslavos de la frontera oriental de Sajonia se rebelaron. Las sedes episcopales de Havelberg y Brandenburg fueron destruidas y la marca de Zeitz quedó devastada. Rikdag y Teodorico de la Marca del Norte se unieron con las tropas de Gisilher, arzobispo de Magdeburgo y el obispo de Halberstadt y derrotaron a los eslavos en Belkesheim, cerca de Stendal. A pesar de todo, los alemanes se vieron de nuevo limitados a la tierra al oeste del Elba.
En 985, Rikdag y su hermana, Eilsuit, fundaron el monasterio de Gerbstedt, en donde él fue enterrado y ella fue primera abadesa. Las muertes de Rikdag y Teodorico en ese mismo año fueron un severo retroceso de la frontera media. De una esposa cuyo nombre se desconoce, Rikdag, además de la ya mencionada Oda, dejó un hijo y otra hija: Carlos (m. 28 de abril de 1014), quien fue conde en el Schwabengau en 992 y quien fue injustamente privado de sus beneficios debido a acusaciones falsas, y Gerburga (m. 30 de octubre de 1022), quien más tarde fue abadesa en Quedlinburg.